# Marianna Paulucci
Pour les articles homonymes, voir Paulucci.
Marianna Panciatichi Ximenes d'Aragona, devenue après son mariage Marianna Paulucci (née le 3 février 1835 à Florence et morte dans le Château de Sammezzano, à Reggello le 7 décembre 1919) était une biologiste italienne.

## Biographie

Née dans une riche famille italienne de Florence, Marianna Panciatichi Ximenes d'Aragona étudie au Collegio di Ripoli, une école pour les jeunes filles de la noblesse. Elle épouse en 1853 le marquis Alessandro Anafesto Paulucci.
À partir des années 1870, elle commence à constituer une collection de coquilles qu'elle documente soigneusement. En 1877-1878, elle effectue une expédition en Calabre, puis en 1882 en Sardaigne.
Marianna Paulicci est morte le 7 décembre 1919

## Œuvres
(it) Marianna Paulucci, Fauna malacologica specie terrestri e fluviatili, Florence, Coi tipi dell' Arte della stampa, 1879, 304 p. (lire en ligne)